# گروتسکا
گروتسکا (به صربی: Grocka) یک منطقهٔ مسکونی در صربستان است که در بلگراد واقع شده‌است.

## خواهرخوانده
شهر آیه باراسکوی خواهرخواندهٔ گروتسکا هست.